# Melanostoma orientale
Melanostoma orientale är en tvåvingeart som först beskrevs av Christian Rudolph Wilhelm Wiedemann 1824.  Melanostoma orientale ingår i släktet gräsblomflugor, och familjen blomflugor. Inga underarter finns listade i Catalogue of Life.